# Setge de Damiata (1249)
El setge de Damiata del 1249 va ser un enfrontament bèl·lic que formà part de la Setena Croada. La presa de la ciutat fou relativament fàcil, ja que l'exèrcit, que havia estat esperant als croats a la platja més propera, decidí retirar-se després d'haver tingut més de 500 baixes, i preparar-se per al següent atac, que es produí a Mansura, mesos més tard. Hi participaren cavallers francs comandats pel rei Lluís IX de França, juntament amb tropes dels templers i dels hospitalers.

## Context
El 23 d'agost del 1244, els turcs corasmis prengueren les ciutats cristianes de Tiberíades i Jerusalem. El papa Innocenci IV reuní el 1245 un concili a Lió en què es decidí organitzar una nova croada per recuperar Terra Santa.
El rei Lluís IX de França en prengué el comandament i gairebé tots els que s'afegiren a la Setena Croada eren francs. Juntament amb els cavallers anaven artesans d'oficis diversos als quals se'ls prometé colonitzar Egipte. El pla era conquerir Egipte als musulmans perquè en fos la base des d'on atacar i recuperar el Regne de Jerusalem als turcs; això es feia per dues raons: les terres egípcies proveirien gra i aigua per alimentar l'exèrcit cristià i, per altra banda, la conquesta de Jerusalem des de terra semblava més factible que actuant només des d'un port proper.

## Preparatius
Els preparatius duraren tres anys. L'expedició sortí des del sud de França el 25 d'agost del 1248 i desembarcà a Xipre el 17 de setembre. Decidiren passar tot l'hivern abans d'anar cap a Egipte. Al febrer el rei inicià negociacions amb uns italians per llogar-los unes embarcacions, però les disputes entre pisans i genovesos retardaren la sortida fins al maig. Durant aquest temps, l'emperador Frederic II del Sacre Imperi Romanogermànic, que havia estat rei de Jerusalem pel seu matrimoni amb Isabel II de Jerusalem, i que tenia amistat amb el soldà As-Sàlih Ayyub, advertí a aquest de l'atac que es preparava. La notícia també arribà al gran kan dels mongols, el qual envià una ambaixada oferint d'unir-se a ells contra l'enemic comú que eren els sarraïns, però Lluís IX va rebutjar el suport militar perquè eren infidels.

## Desenvolupament
Lluís IX de França donà l'ordre de fer la vela en direcció a Damiata el 13 de maig del 1249, però el temporal els va fer endarrerir fins al dia 19. Per dues vegades sortiren i tornaren enrere per les males condicions de navegació. Finalment salparen el 30 de maig i les primeres naus arribaren el 4 de juny. Un exèrcit musulmà d'uns 11.000 soldats els esperava, comandat per l'emir Fakhr al-Dîn, ja que el soldà As-Sàlih Ayyub estava malalt. Quan els croats estaven a un tir de ballesta, els sarraïns molts dels quals anaven a cavall, s'endinsaren a la mar i atacaren. Els cristians baixaren de les barques i lluitaren amb els peus a l'aigua, alguns amb l'aigua fins al pit, sense esperar l'ordre d'atac. Uns quans cavallers croats pogueren desembarcar els cavalls amb gran perill i els empaitaren disparant les ballestes cap a terra. En veure que perdien posició, els musulmans decidiren retirar-se de la platja i refugiar-se riu amunt, advertint primer a la gent de Damiata. Van haver més de 500 morts per part dels sarraïns i gairebé cap baixa per part dels cristians.
El 6 de juny els croats van prendre Damiata sense gaire resistència per part dels vilatans, molts dels quals es retiraren riu Nil amunt, seguint l'exèrcit. Els capellans feren una missa de purificació en la gran mesquita.Amb la fusta de 24 trabuquets capturats als adversaris, el rei Lluís manà construir una palissada que envoltés tot el campament dels soldats croats. No van tenir en compte, però, que el Nil creix en la zona del delta durant algunes èpoques de l'any i quan la resta de les naus que s'havien dispersat pel temporal arribaren a Damiata era massa tard per travessar el riu i atacar els enemics, ja que el campament havia quedat envoltat d'aigua, cosa que deixà l'exèrcit immobilitzat durant sis mesos.
El repartiment del botí ocasionà aldarulls entre els cavallers, el rei decidí no tocar els dipòsits de gra per assegurar l'avituallament de l'exèrcit i, segons el costum es quedà un terç dels objectes de valor, la resta repartida a parts iguals entre els barons. Durant aquest temps d'inactivitat guerrera els soldats s'entretingueren amb jocs i gastant les provisions. Arribà una ambaixada de part del soldà, el qual proposava intercanviar Damiata per les ciutats de Jerusalem i Tiberíades, però no fou acceptada.

## Repercussions
Lluís ignorava l'acord fet durant la Cinquena Croada, segons el qual Damiata havia de ser lliurada al Regne de Jerusalem, estat que en els darrers anys havia quedat reduït a la ciutat d'Acre i la seva rodalia, on romania un arquebisbat (sota l'autoritat del patriarca llatí de Jerusalem) i feu servir la ciutat com a base per llançar atacs contra els musulmans de Síria.
El següent avanç de la setena croada no es produiria fins a l'arribada del comte Alfons de Poitiers el 29 de setembre, que proposà atacar Alexandria, però el germà menor del rei, Robert d'Artois, suggerí anar directament al Caire, proposta que finalment fou secundada. L'exèrcit sortí de Damiata el 28 de novembre, amb els templers a l'avantguarda, seguint la riba dreta del Nil, acompanyat d'unes galeres que avançaven molt lentament. Els mamelucs els atacaren el 6 de desembre, però com que portaven els cavalls cansats i els dels cristians no, els atacants acabaren derrotats. Un mes més tard arribaren a l'encreuament entre el Nil i el Tanis, on els esperava un altre exèrcit d'infidels i es produí la batalla de Mansura.